# Carex subnigricans
Carex subnigricans är en halvgräsart som beskrevs av John William Stacey. Carex subnigricans ingår i släktet starrar, och familjen halvgräs. Inga underarter finns listade i Catalogue of Life.